# Древиц (Йерихов)
Древиц (нем. Drewitz) — посёлок в Германии, в земле Саксония-Анхальт, входит в район Йерихов в составе городского округа Мёккерн.
Население составляет 342 человека (на 31 декабря 2015 года). Занимает площадь 8,09 км².

## История
Первое упоминание о поселении встречается в 1464 году.
До 31 декабря 2009 года Древиц образовывал собственную коммуну.
1 января 2010 года, после проведённых реформ, Грабов, вместе с Грюнталем, Кенертом и Цигельсдорфом, вошёл в состав городского округа Мёккерн в качестве района.

## Галерея

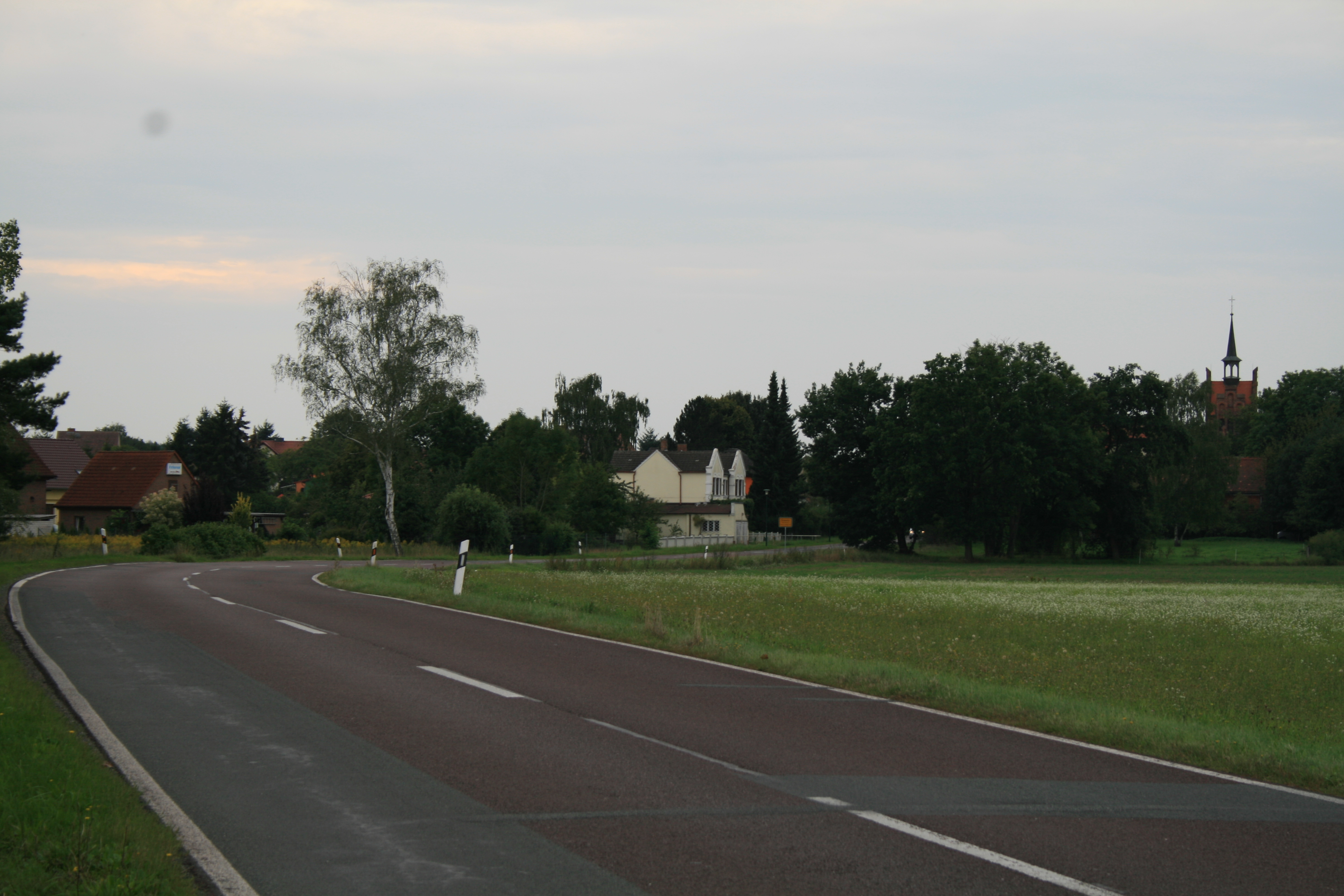
На въезде в Древиц
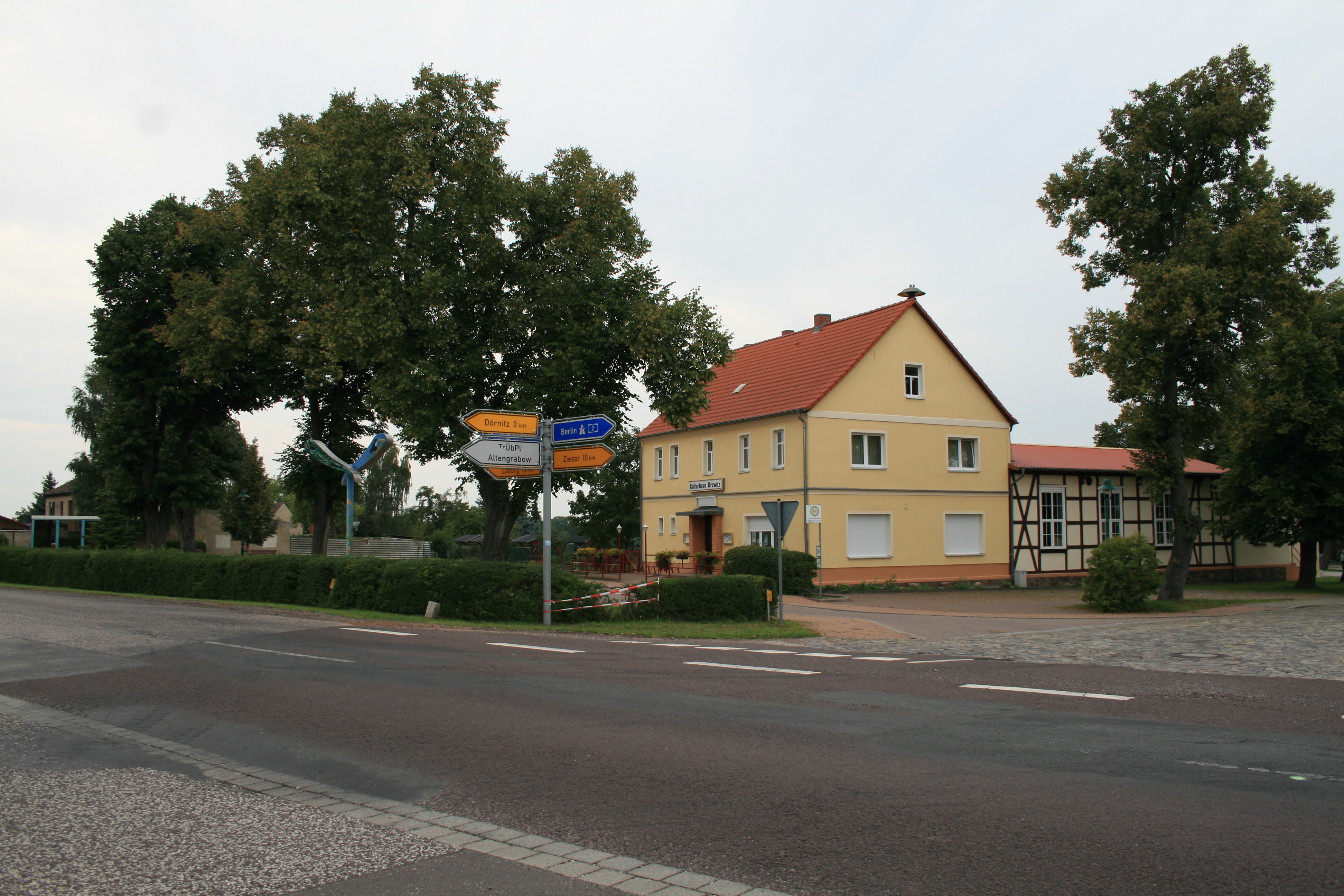
Перекрёсток в Древице

Церковь в Древице
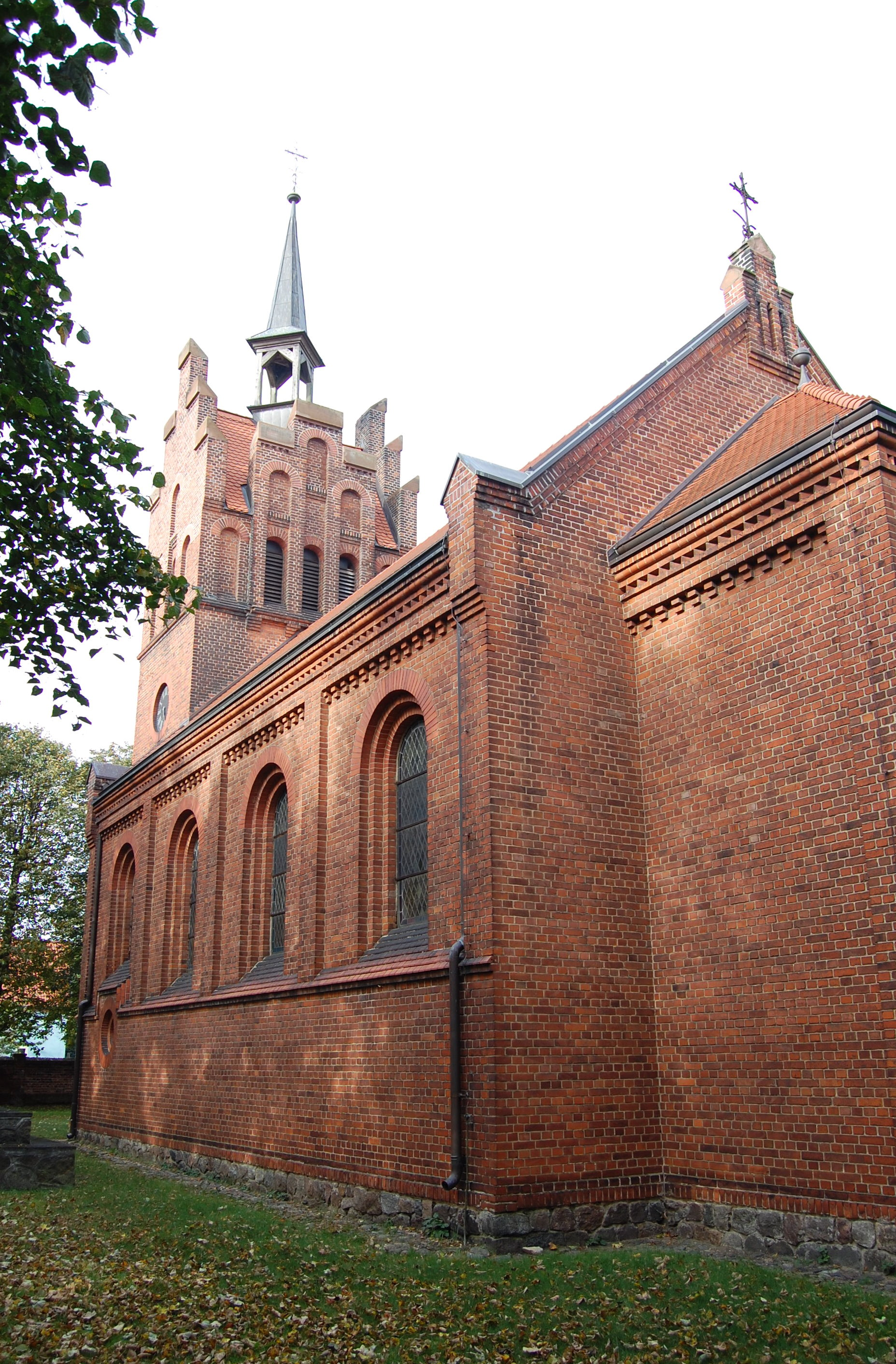
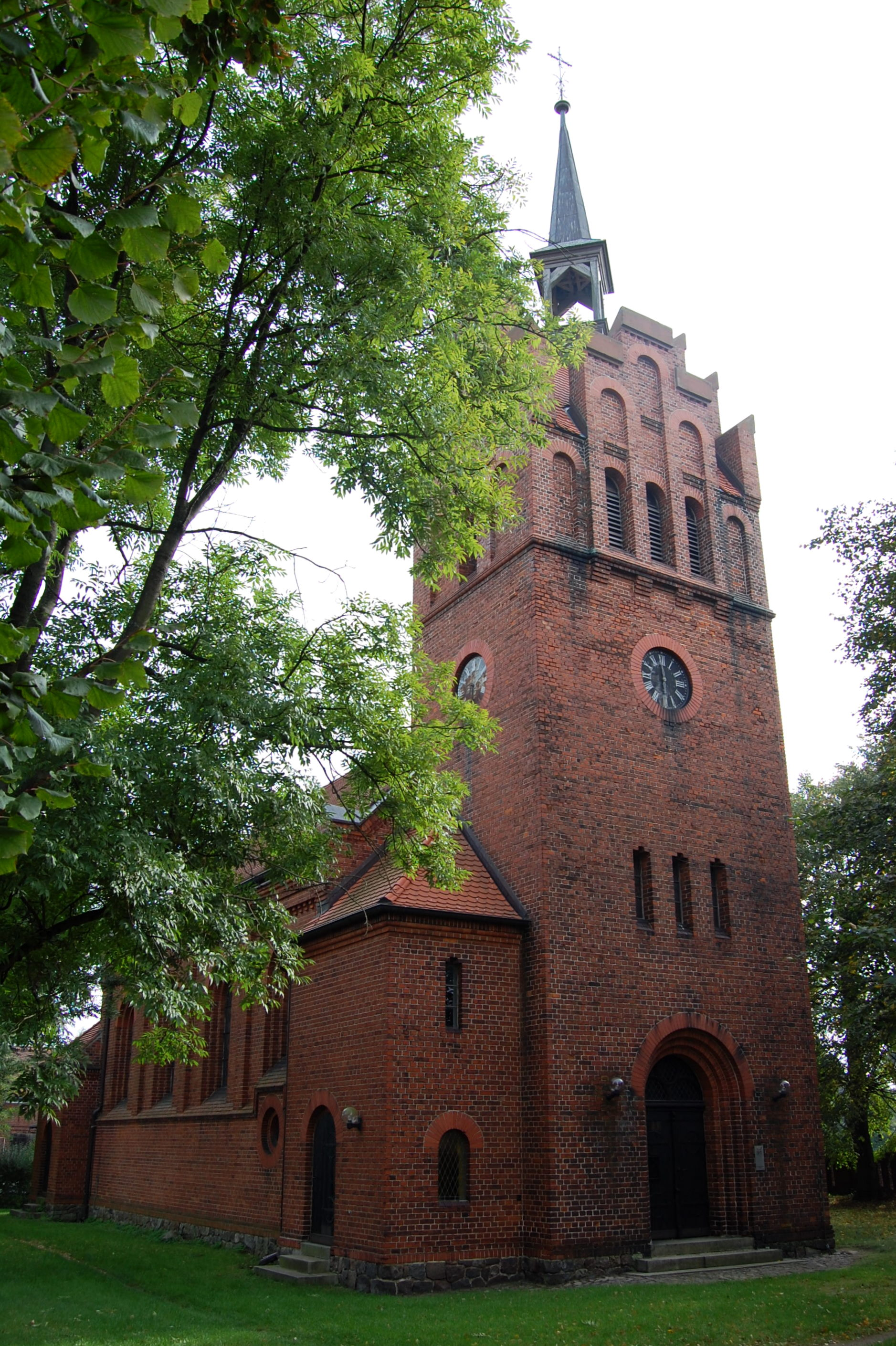